# 加東市立東条中学校
加東市立東条中学校（かとうしりつ とうじょうちゅうがっこう）は、兵庫県加東市岩屋にあった公立中学校。

## 標高・世界測地系
- 標高：約100m
- 東経：135. 3. 55.0
- 北緯：34.54. 13.5

## 沿革
- 1947年 - 学校組合立上東条中学校と中東条村立中東条中学校が設立。
- 1950年 - 学校組合立上東条中学校と解消して、上東条村立上東条中学校設置。
- 1964年 - 東条町立東条西中学校と東条町立東条東中学校が統合されて、現在の東条町立東条中学校になる。
- 2006年 - 東条町が加東市に改称するに伴い、加東市立東条中学校に改称。
- 2021年
  - 3月31日 - 加東市立東条東小学校及び加東市立東条西小学校との統合により閉校[1]
  - 4月1日 - 義務教育学校である加東市立東条学園小中学校が開校[1]

## 生徒数
- 1年生 - 59人
- 2年生 - 48人
- 3年生 - 60人
- 全体 - 167人

## 部活動
運動部
- 野球部
- サッカー部
- バレーボール部
- 卓球部
- バスケットボール部（女）

文化部
- 吹奏楽部
- 校外部

## 周辺の施設
- 加東市東条支所

## 周辺の道路
- 兵庫県道17号西脇三田線
- 兵庫県道75号小野藍本線
- 中国自動車道ひょうご東条インターチェンジ